# スパーキー・アンダーソン
スパーキー・アンダーソン（Sparky Anderson, 本名：ジョージ・リー・アンダーソン（George Lee "Sparky" Anderson）、1934年2月22日 - 2010年11月4日）は、アメリカ合衆国・サウスダコタ州出身のプロ野球選手（内野手）・監督。
ニックネームは"Captain Hook"（キャプテン・フック）。ナショナルリーグ（シンシナティ・レッズ）、アメリカンリーグ（デトロイト・タイガース）両方でワールドシリーズを制した最初の監督となった。

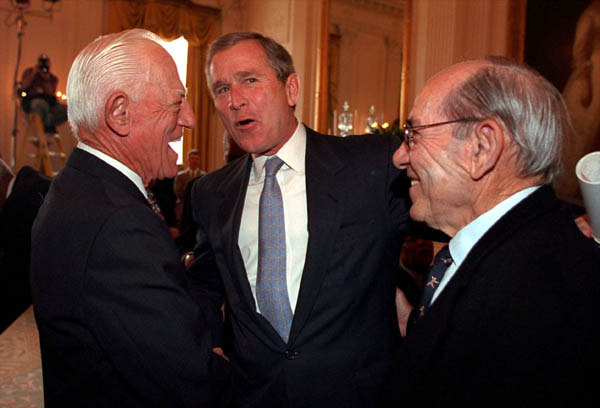
ジョージ・W・ブッシュ大統領（中央）と会話する
スパーキー・アンダーソン（左）、ヨギ・ベラ、2001年

## 経歴

### 選手・マイナーリーグ監督時代
1953年にプロ入り。1955年にブルックリン・ドジャースのマイナーチームから選手生活が始まった。1959年にフィラデルフィア・フィリーズでメジャーデビューし、この年はレギュラー二塁手として152試合に出場するが、打率.218、本塁打0に終わる。その後もマイナーでプレイを続けるが、メジャー昇格のチャンスはなく、選手としてのメジャー歴は1959年のみであった。
1964年よりマイナーの監督になり、1968年にはレッズのマイナー組織に監督として移籍。1969年にはサンディエゴ・パドレスのコーチとなり、翌1970年にレッズの監督に就任した。

### レッズ時代
1970年のレッズ監督就任時には、アンダーソンはあまりにも知名度がなかったため、マスコミから「Sparky, Who?（スパーキーって誰？）」と記事に書かれたことがある。高校時代の同級生だった広報部長がアンダーソンの監督としての能力を高く買っており、総支配人に推薦したのがきっかけだった。野球センスを口を極めて絶賛したところ、電撃的なアンダーソンの監督就任が決まった。
そして、アンダーソンは監督就任1年目にしていきなり102勝をあげてリーグ優勝を果たす。しかしこの年のワールドシリーズでは当時最強を誇ったボルチモア・オリオールズの前に敗退する。2年後の1972年にもリーグ優勝するが、1972年のワールドシリーズではディック・ウィリアムズ監督のオークランド・アスレチックスに敗退。アスレチックスはこの年から三連覇を果たすこととなる。1973年には地区優勝を果たすがプレーオフでニューヨーク・メッツに敗れ、1974年には地区2位に終わった。
迎えた1975年、シーズン108勝をあげ、リーグチャンピオンシップでもピッツバーグ・パイレーツに3勝無敗でボストン・レッドソックスとのワールドシリーズに進出。シリーズは熱戦が続き、3勝2敗と王手をかけた第6戦は延長戦にもつれ込み、12回にレッドソックスの捕手カールトン・フィスクにサヨナラ本塁打が出て最終戦に持ち込まれた。続く第7戦も接戦となったが、同点の9回表にレッズが1点を奪い、ついにワールド・チャンピオンに輝いた。
翌1976年もシーズン102勝をあげて地区優勝。リーグ優勝を果たしてワールドシリーズでもニューヨーク・ヤンキースに4連勝して2年連続のワールドチャンピオンとなった。当時のレッズはピート・ローズ、ジョー・モーガン、ジョニー・ベンチ、ジョージ・フォスター、トニー・ペレス、デーブ・コンセプシオンといったスター選手を揃え、「Big Red Machine（ビッグレッドマシン）」の異名をとる最強チームであった。
1977年、1978年は2年連続で地区2位に終わる。1978年秋にはレッズが単独チームとして来日する。主な対戦相手である巨人の監督だった長嶋茂雄とも親しくなった。日本各地で強さを見せつけて帰国したが、帰国直後に突如解任された。

### タイガース時代
レッズの監督を電撃解任されて約半年後、1979年6月14日にデトロイト・タイガースの監督に就任。タイガースを優勝争いができるチームにし、1983年はオリオールズに次ぐ地区2位と順調に力をつけた。そして1984年、シーズン最初の40試合で35勝（MLB記録）をあげ、104勝58敗で地区優勝、プレーオフでもカンザスシティ・ロイヤルズに3戦全勝してリーグ優勝を果たす。1984年のワールドシリーズの対戦相手・パドレスの監督は、1972年・73年にアスレチックスの監督としてワールドシリーズを制し、しかも1972年にはアンダーソン自身が敗れた相手のディック・ウィリアムズであった。このシリーズはどちらが勝っても「史上初の両リーグでのワールド・チャンピオン監督誕生」となるシリーズだったが、タイガースがパドレスを4勝1敗で下し、アンダーソンは両リーグでのワールドチャンピオンを獲得した史上最初の監督となった。
この年、自身初の年間最優秀監督賞を受賞。当時の主力は、この年MVPとサイ・ヤング賞を同時受賞した守護神ウィリー・ヘルナンデスやエースジャック・モリス、四番・捕手のランス・パリッシュ、二塁手ルー・ウィテカーと遊撃手アラン・トランメルのキーストン・コンビ、右翼手カーク・ギブソン、ベテランの強打者ダリル・エバンスら、エバンス以外は1950年代半ば生まれの年齢的には中堅選手であった。
1987年にも終盤の猛追で最後にトロント・ブルージェイズをかわして地区優勝を果たすが、プレーオフでミネソタ・ツインズに敗退。この年2度目の最優秀監督賞を受賞。1988年にはMLBオールスターの監督として来日して、指揮をとる。
1989年には負けが込んで体調を崩し、1か月あまり休養。しかし、2年かけてチームを立て直し、1991年には打率がリーグ最下位、三振がメジャー全体の1位、投手成績のほとんどがメジャーで下から数えた方が早いというチームで、ブルージェイズに次ぐ2位と健闘。セシル・フィルダー、ミッキー・テトルトン、ロブ・ディアーといった三振の多い強打者のなせる技であったが、地区優勝まであと1歩と迫った。その後はペナントを手にすることなく1995年限りで監督を引退した。
1994年に232日間に及ぶ長期ストライキ決行された時には経営者側は代替選手の使用を強行しようとしたが、アンダーソンはこれに反対して経営者側と対立し、病気休暇に置かれた。

### 晩年
2000年にアメリカ野球殿堂入り、2007年にカナダ野球殿堂入りを果たす。

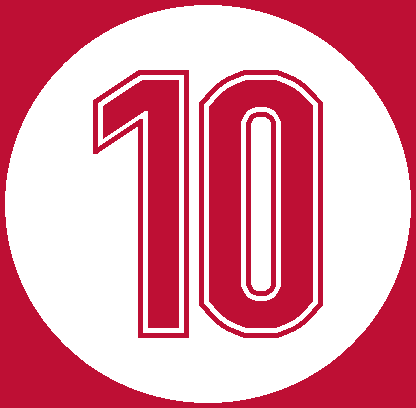
アンダーソンのレッズ在籍時の背番号「10」。
シンシナティ･レッズの永久欠番に2005年指定。

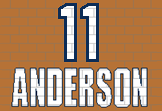
アンダーソンのタイガース在籍時の背番号「11」。
デトロイト・タイガースの永久欠番に2011年指定。

2010年11月4日、球界引退後に患った認知症に伴う合併症によりカリフォルニア州サウザンドオークスの自宅で死去。76歳没。
米国野球殿堂入りの5年後の2005年に古巣レッズはアンダーソンの在籍時の背番号『10』を永久欠番に指定し、またタイガース在籍時の背番号『11』もアンダーソンの死去を受けて翌2011年に永久欠番に指定された。

## 人物
レッズ監督就任時には髭を禁止させたため、このあおりで口髭が特長だったレッズのマスコットキャラ「ミスター・レッズ」が髭なしのものにモデルチェンジされた。
お気に入りのルーキーを、マスコミへのリップサービスを兼ねてべた褒めしたが、褒められたルーキーは決まって大成しないというジンクスがあった。例えば1980年代半ばには、クリス・ピッターロを「今後10年は私のレギュラー」と、バーバロ・ガーベイを「ロベルト・クレメンテの再来」と持ち上げたが、前者はメジャー3年間でわずか53試合の出場に終わり、後者もやはり3年間で、放った安打は167に終わった。
1996年オフ、当時低迷していた阪神タイガースからオファーがあり、後に球団社長になる野崎勝義が交渉を担当し、契約合意寸前まで進めていたことを野崎自身が明らかにしている。しかし妻が猛反対したため合意には至らなかった。

## 詳細情報

### 年度別打撃成績
| 年 度    | 球 団    | 試 合 | 打 席 | 打 数 | 得 点 | 安 打 | 二 塁 打 | 三 塁 打 | 本 塁 打 | 塁 打 | 打 点 | 盗 塁 | 盗 塁 死 | 犠 打 | 犠 飛 | 四 球 | 敬 遠 | 死 球 | 三 振 | 併 殺 打 | 打 率 | 出 塁 率 | 長 打 率 | O P S |
| -------- | -------- | ----- | ----- | ----- | ----- | ----- | -------- | -------- | -------- | ----- | ----- | ----- | -------- | ----- | ----- | ----- | ----- | ----- | ----- | -------- | ----- | -------- | -------- | ----- |
| 1959     | PHI      | 152   | 527   | 477   | 42    | 104   | 9        | 3        | 0        | 119   | 34    | 6     | 9        | 5     | 2     | 42    | 1     | 1     | 53    | 15       | .218  | .282     | .249     | .531  |
| MLB：1年 | MLB：1年 | 152   | 527   | 477   | 42    | 104   | 9        | 3        | 0        | 119   | 34    | 6     | 9        | 5     | 2     | 42    | 1     | 1     | 53    | 15       | .218  | .282     | .249     | .531  |

### 監督としての年度別成績
| 年度 | チーム | 地区 | 年齢 | 試合 | 勝利 | 敗戦 | 勝率 | 順位/ チーム数 | 備考                          |
| ---- | ------ | ---- | ---- | ---- | ---- | ---- | ---- | -------------- | ----------------------------- |
| 1970 | CIN    | NL西 | 36   | 162  | 102  | 60   | .630 | 1 / 6          | リーグ優勝                    |
| 1971 | CIN    | NL西 | 37   | 162  | 79   | 83   | .488 | 5 / 6          |                               |
| 1972 | CIN    | NL西 | 38   | 154  | 95   | 59   | .617 | 1 / 6          | リーグ優勝                    |
| 1973 | CIN    | NL西 | 39   | 162  | 99   | 63   | .611 | 1 / 6          | 地区優勝                      |
| 1974 | CIN    | NL西 | 40   | 163  | 98   | 64   | .605 | 2 / 6          |                               |
| 1975 | CIN    | NL西 | 41   | 162  | 108  | 54   | .667 | 1 / 6          | WS優勝                        |
| 1976 | CIN    | NL西 | 42   | 162  | 102  | 60   | .630 | 1 / 6          | WS優勝                        |
| 1977 | CIN    | NL西 | 43   | 162  | 88   | 74   | .543 | 2 /6           |                               |
| 1978 | CIN    | NL西 | 44   | 161  | 92   | 69   | .571 | 2 / 6          | 11月に解任                    |
| 1979 | DET    | AL東 | 45   | 106  | 56   | 50   | .528 | 5 / 7          | 6月14日就任。順位は最終順位。 |
| 1980 | DET    | AL東 | 46   | 163  | 84   | 78   | .519 | 5 / 7          |                               |
| 1981 | DET    | AL東 | 47   | 109  | 60   | 49   | .550 | ※              | ストライキ                    |
| 1982 | DET    | AL東 | 48   | 162  | 83   | 79   | .512 | 4 / 7          |                               |
| 1983 | DET    | AL東 | 49   | 162  | 92   | 70   | .568 | 2 / 7          |                               |
| 1984 | DET    | AL東 | 50   | 162  | 104  | 58   | .642 | 1 / 7          | WS優勝、最優秀監督賞          |
| 1985 | DET    | AL東 | 51   | 161  | 84   | 77   | .522 | 3 / 7          |                               |
| 1986 | DET    | AL東 | 52   | 162  | 87   | 75   | .537 | 3 / 7          |                               |
| 1987 | DET    | AL東 | 53   | 162  | 98   | 64   | .605 | 1 / 7          | 地区優勝、最優秀監督賞        |
| 1988 | DET    | AL東 | 54   | 162  | 88   | 74   | .543 | 2 / 7          |                               |
| 1989 | DET    | AL東 | 55   | 162  | 59   | 103  | .364 | 7 / 7          | 途中休養                      |
| 1990 | DET    | AL東 | 56   | 162  | 79   | 83   | .488 | 3 / 7          |                               |
| 1991 | DET    | AL東 | 57   | 162  | 84   | 78   | .519 | 2 / 7          |                               |
| 1992 | DET    | AL東 | 58   | 162  | 75   | 87   | .463 | 6 / 7          |                               |
| 1993 | DET    | AL東 | 59   | 162  | 85   | 77   | .525 | 4 / 7          |                               |
| 1994 | DET    | AL東 | 60   | 115  | 53   | 62   | .461 | 5 / 5          | ストライキ                    |
| 1995 | DET    | AL東 | 61   | 144  | 60   | 84   | .417 | 4 / 5          | ストライキ                    |
| 通算 | 26年   |      |      | 4030 | 2194 | 1834 | .545 |                |                               |

※1981年はストライキのため前後期2シーズン制となり、前期は4位、後期は2位。